# Dichaea
Dichaea är ett släkte av orkidéer. Dichaea ingår i familjen orkidéer.

## Bildgalleri

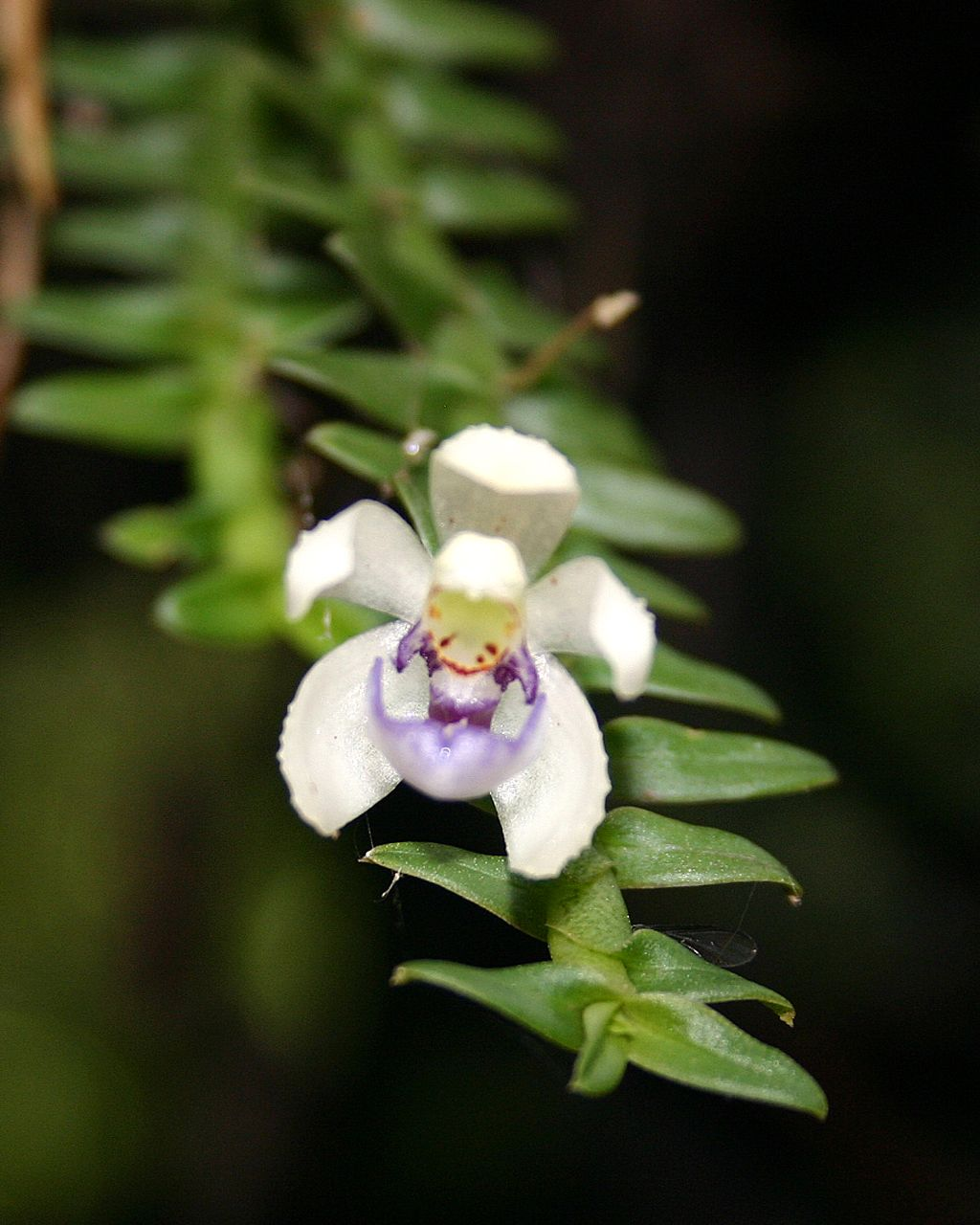
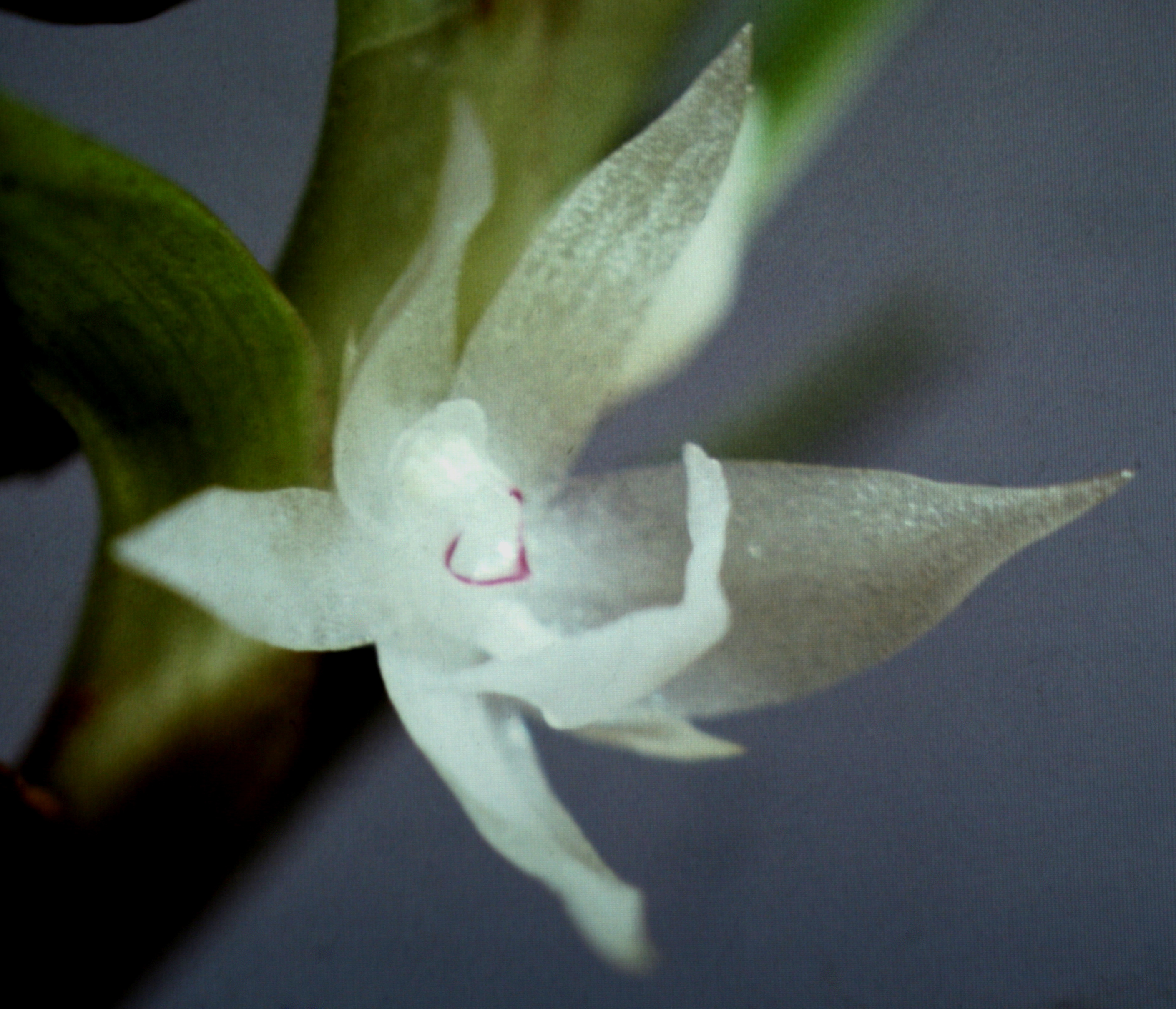
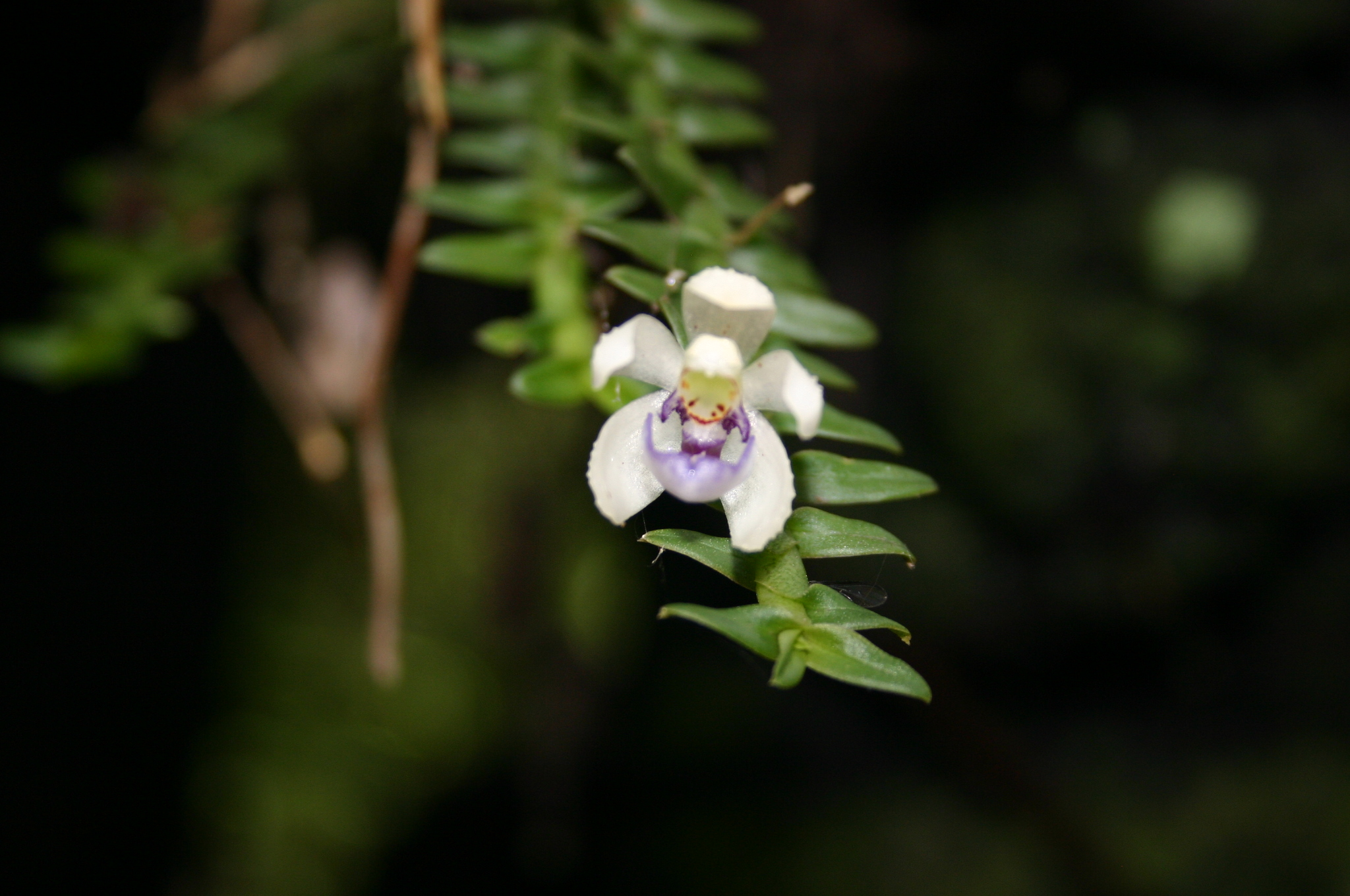

## Dottertaxa tillDichaea, i alfabetisk ordning[1]
- Dichaea acroblepara
- Dichaea acuminata
- Dichaea alcantarae
- Dichaea alinae
- Dichaea amparoana
- Dichaea anchorifera
- Dichaea ancoraelabia
- Dichaea anguina
- Dichaea angustifolia
- Dichaea angustisegmenta
- Dichaea antioquiensis
- Dichaea australis
- Dichaea benzingii
- Dichaea boliviana
- Dichaea brachyphylla
- Dichaea brachypoda
- Dichaea brevicaulis
- Dichaea bryophila
- Dichaea buchtienii
- Dichaea cachacoensis
- Dichaea calyculata
- Dichaea camaridioides
- Dichaea campanulata
- Dichaea caquetana
- Dichaea caveroi
- Dichaea chasei
- Dichaea chiquindensis
- Dichaea ciliolata
- Dichaea cleistogama
- Dichaea cogniauxiana
- Dichaea cornuta
- Dichaea costaricensis
- Dichaea cryptarrhena
- Dichaea dammeriana
- Dichaea delcastilloi
- Dichaea dressleri
- Dichaea ecuadorensis
- Dichaea elianae
- Dichaea eligulata
- Dichaea elliptica
- Dichaea escobariana
- Dichaea filiarum
- Dichaea fragrantissima
- Dichaea galeata
- Dichaea glauca
- Dichaea globosa
- Dichaea gomez-lauritoi
- Dichaea gorgonensis
- Dichaea gracillima
- Dichaea graminoides
- Dichaea hamata
- Dichaea hirtzii
- Dichaea histrio
- Dichaea hollinensis
- Dichaea hookeri
- Dichaea humilis
- Dichaea hutchisonii
- Dichaea hystricina
- Dichaea intermedia
- Dichaea kegelii
- Dichaea lagotis
- Dichaea lankesteri
- Dichaea latifolia
- Dichaea laxa
- Dichaea lehmanniana
- Dichaea lehmannii
- Dichaea longa
- Dichaea longipedunculata
- Dichaea luerorum
- Dichaea mattogrossensis
- Dichaea moronensis
- Dichaea morrisii
- Dichaea mosenii
- Dichaea muricata
- Dichaea muricatoides
- Dichaea muyuyacensis
- Dichaea neglecta
- Dichaea obovatipetala
- Dichaea ochracea
- Dichaea oerstedii
- Dichaea oxyglossa
- Dichaea panamensis
- Dichaea pendula
- Dichaea peruviensis
- Dichaea picta
- Dichaea poicillantha
- Dichaea potamophila
- Dichaea powellii
- Dichaea pumila
- Dichaea rendlei
- Dichaea retroflexa
- Dichaea retroflexiligula
- Dichaea richii
- Dichaea riopalenquensis
- Dichaea rodriguesii
- Dichaea rubroviolacea
- Dichaea sarapiquinsis
- Dichaea schlechteri
- Dichaea selaginella
- Dichaea sodiroi
- Dichaea splitgerberi
- Dichaea squarrosa
- Dichaea stenophylla
- Dichaea suarezii
- Dichaea tachirensis
- Dichaea tamboensis
- Dichaea tenuifolia
- Dichaea tenuis
- Dichaea tigrina
- Dichaea trachysepala
- Dichaea trichocarpa
- Dichaea trulla
- Dichaea tuberculilabris
- Dichaea tuerckheimii
- Dichaea tunguraguae
- Dichaea vaginata
- Dichaea weigeltii
- Dichaea venezuelensis
- Dichaea violacea
- Dichaea viridula